# Farranfore
Farranfore (irisch An Fearann Fuar, deutsch: das kalte Land) ist ein Dorf in der Grafschaft Kerry im Südwesten der Provinz Munster in der Republik Irland. 2022 hatte Farranfore 188 Einwohner.

## Lage
Farranfore liegt etwa zehn Kilometer südöstlich von Tralee. Der Flughafen Kerry liegt etwa ein Kilometer nordöstlich von Farranfore. Nördlich der Siedlung fließt der Brown Flesk River. Durch die Ortschaft führen von Tralee kommend die N22 nach Killarney sowie die N23 nach Castleisland. Die R561 führt von hier nach Castlemaine weiter nach Dingle. 
Der Bahnhof liegt an der Bahnstrecke Tralee–Mallow, die hier mit der Bahnstrecke Farranfore–Valencia Harbour, der vormals westlichsten Bahnstrecke Europas, verbunden wurde. 

## Geschichte
Farranfore entstand als Ort an der Grenze der Ländereien der Earls of Kenmare.

## Persönlichkeiten
- Micheál Prendergast (1921?–1998), irischer Politiker (Fine Gael), Senator